# بیوویزر
بیوویزر (به فرانسوی: Beauvezer) یک کمون در فرانسه است که در canton of Allos-Colmars واقع شده‌است. بیوویزر ۲۶٫۹۸ کیلومتر مربع مساحت دارد ۱٬۱۵۰ متر بالاتر از سطح دریا واقع شده‌است.